# 20351 Kaborchardt
20351 Kaborchardt (1998 HN127) là một tiểu hành tinh vành đai chính được phát hiện ngày 18 tháng 4 năm 1998, bởi Nhóm nghiên cứu tiểu hành tinh gần Trái Đất phòng thí nghiệm Lincoln ở Socorro.